# Mugunga
Mugunga est un quartier de la commune de Karisimbi dans la ville de Goma en république démocratique du congo,. Crée par l'ordonnance loi N°89/127 du 22 mai 1989 fixant le nombre, la dénomination de la ville de Goma.

## Situation géographique
Le quartier Mugunga est situé à l'ouest du centre ville de Goma, sur la route national no 2 (RN2). Ce quartier est délimité :
- Au nord, par une ligne droite prolongeant la limite nord du quartier Ndosho.
- Au sud par la route Goma-Sake[4].
- À l’ouest, par le parc national des Virunga (PNVi-Secteur Sud).
- À l’est, par le quartier Ndosho[5].

### Climat
Son climat est tropical de montagne avec deux saisons, la saison sèche et la saison des pluies :
- La saison sèche : les températures sont plus élevées, il y a moins de présence de la pluie pendant cette période ;
- La saison des pluies : cette saison est caractérisée par des précipitations régulières et des températures plus fraîches et y observe la pluie régulièrement pendant cette période.

La température moyenne est de 25°.

### Historique
L'histoire raconte que le quartier Mugunga était auparavant une ancienne notabilité de la localité Lutale, groupement Kamuronza, collectivité des Bahunde en territoire de Masisi. Ce village était dirigé par un notable ou chef de village. Autrefois, il n’y avait pas de distinction entre le quartier Mugunga et le lac vert. Ces deux entités portaient le seul nom du village Mugunga, et c’est en date du 22 mai 1989 que Mugunga a été urbanisé et annexé à la ville de Goma ; cela a pour conséquence que le quartier Mugunga demeure dans la juridiction de la commune de Karisimbi et le quartier lac vert à celle de la commune de Goma. 
Ce faisant, l’autorité coutumière s’est vue perdre sa place et remplacée par l’autorité administrative. Le quartier Mugunga est devenu entité administrative créée par l’Ordonnance loi n° 89-127 du 22 mai 1989, fixant le nombre, la dénomination des zones urbaines de la ville de Goma ainsi que leurs quartiers restructurés par arrêté n° 1/03CAB/ CPNK/2000 du 14 septembre 2000.

### Les camps de déplacés
Suite à la guerre civile rwandaise (1990-1994) qui a opposé l'armée du Front Patriotique Rwandais (FPR) aux forces armées rwandaises (FAR), la localité Mugunga a accueilli des populations déplacées fuyant les conflits au Rwanda, en 1998, 2007 et 2012 notamment à Goma. C'est en 2008 que les camps de Mugunga et Bulengo ont été officiellement créés.

### Le sol
Comme dans la ville de Goma, le sol du quartier Mugunga est aussi entièrement couvert par le sol volcanique et une petite partie un sol légèrement sablonneux. C'est un sol squelettique, car le basalte afflue partout à très faible profondeur.
La surface du sol est plus au moins plane dans certaines parties. Néanmoins on y observe quelques collines.

### Aspect politico-administratif
Le quartier Mugunga est une entité administrative gérée par un chef de quartier, qui est assisté de deux adjoints, des chefs de cellules et les chefs d'avenues. Don M. Mutima Muhima est le chef de quartier Mugunga.

### Subdivision du quartier Ndosho
Ce quartier est subdivisé en six cellules et vingt avenues qui sont : 
1. Cellule des Archevêques : compte trois avenues : avenue Kahongozi, avenue Ndili 1, avenue Ndili 2 et avenue Ceavu.
2. Cellule de la paix : compte quatre avenues : avenue Mushebere, avenue Kalamo, avenue Du Marche et avenue Kishanga.
3. Cellule Tulia : compte quatre avenues : Vvenue Rusayo 1, avenue Rusayo 2, avenue Maendeleo 1 et avenue Maendeleo 2.
4. Cellule Kibirizi : compte trois avenues : avenue du 17 janvier, avenue Kashaka et avenue Baraka.
5. Cellule Nyabirehe : compte deux avenues : avenue Hewa-Bora 1 et avenue Hewa-Bora 2.
6. Cellule Lutale : compte trois avenues : avenue Shabindu, avenue Rutanda et avenue Lushangala[8].